# Els Voelter
Els Voelter (* 20. Februar 1895 als Els(e) Schwab in Straßburg, Elsass; † 14. März 1977 als Els Bundschu in Deggingen, Landkreis Göppingen) war eine deutsche Unternehmerin und Nationalsozialistin.

## Leben
Voelter war die Tochter eines Generals und wuchs im Elsass auf. Ursprünglich wurde ihr Vorname mit zwei „E“ geschrieben, aber das zweite „E“ ist stumm. Mit 20 Jahren heiratete sie Rittmeister Richard Voelter (* 1892), den Sohn eines Stuttgarter Oberstaatsanwalts. Nach dem Ersten Weltkrieg ging das Vermögen der Familie im Elsass verloren. Ihr Mann arbeitete als Reklamechef bei Daimler-Benz. Mithilfe des Aussteuergeschäfts trug sie zum Familieneinkommen bei.
1925 trat Voelter als erste Frau im Gau Württemberg-Hohenzollern der Nationalsozialistischen Deutschen Arbeiterpartei bei. Sie erhielt das Goldene Parteiabzeichen der NSDAP. Ihr Ehemann trat laut Mitgliederkartei einige Wochen nach ihr ein. 1926/1927 war Adolf Hitler bei ihr zu Gast.
1931 wurde sie unschuldig von ihrem Mann geschieden. Dieser heiratete in zweiter Ehe eine Frau aus dem kommunistischen Stuttgarter Arbeitermilieu. Von 1934 bis 1938 war sie als selbstständige Autoverkäuferin der Daimler-Benz-Niederlassung in Stuttgart tätig.
Anfang 1938 sollte die „Alte Kämpferin“ Voelter beim Kauf bzw. Arisierung der Bettfedernfabrik Straus & Cie., Stuttgart-Untertürkheim, nur am Kapital mit 51 Prozent beteiligt werden und eine ehemalige Mitarbeiterin und deren Ehemann, die Branchenkenntnisse hatten, aber nicht Parteimitglieder waren, die Geschäftsführung und 49 Prozent des Kapitals übernehmen. Am 8. Dezember 1938 wurde ein notarieller Vertrag beglaubigt. Für die Vertragsunterzeichnung kam der ehemalige jüdische Besitzer Hans Straus aufgrund der Intervention von Voelter aus dem KZ Welzheim frei. Zum Jahresbeginn 1939 wurde Voelter aber zur alleinigen Betriebsführerin ernannte. Der Arisierungsvertrag wurde vom Württembergischen Wirtschaftsministerium abgelehnt. Straus’ Wunschkäufer waren damit aus dem Rennen. Voelter wurde Komplementärin der arisierten Ideal Steppdecken-Fabrik Voelter & Co. KG, Stuttgart-Untertürkheim und Max Stocker, Mitgründer der Trikotwarenherstellers Rehfuß & Stöcker, steuerte das Kapital bei.
1941 wurde sie Hauptaktionärin und Aufsichtsratsmitglied der arisierten Rohtex AG für Textilrohstoffe Stuttgart-Untertürkheim, zuvor Sapt AG. 1942 folgte die arisierte Ideal-Steppdeckenfabrik, Rotterdam, zuvor N.V. van Cleeff & Co’s Magazijnen en Fabrieken van Bedartikelen. 1944 dann Hauptaktionärin der N.V. Importen Export - Maatchappij v/HJ.H. Rozendaal, Enschede. Alle Beteiligungen musste sie nach Ende des Zweiten Weltkrieges abgeben.
Die Spruchkammer Stuttgart unter Leitung des Stuttgarter Rechtsanwalts Dr. Walter Molt (1887–1949), eines ehemaligen Verfolgten des Nationalsozialismus, stellte sehr umfangreiche Ermittlungen an, um die ehemalige Nationalsozialistin und Unternehmerin zu beurteilen. Sie wurde 1947 als „Hauptschuldige“ eingestuft und unter anderem zu drei Jahren Arbeitslager sowie Vermögenseinzug verurteilt. 1950 wurde sie als „belastet“ herabgestuft; und drei Jahre Arbeitslager galten als abgeleistet.
Ab 1949 arbeitete sie im Schreinerbetrieb ihres zweiten Ehemannes, Georg Bunschu, ebenfalls ein „alter Kämpfer“, in Gosbach mit.